# Pedioplanis lineoocellata
Pedioplanis lineoocellata är en ödleart som beskrevs av  Duméril och BIBRON 1839. Pedioplanis lineoocellata ingår i släktet Pedioplanis och familjen lacertider.

## Underarter
Arten delas in i följande underarter:
- P. l. inocellata
- P. l. lineoocellata
- P. l. pulchella